# Énergie marine
La notion d'énergie marine ou d'énergie des mers désigne l'ensemble des énergies renouvelables extraites ou pouvant l'être du milieu marin.

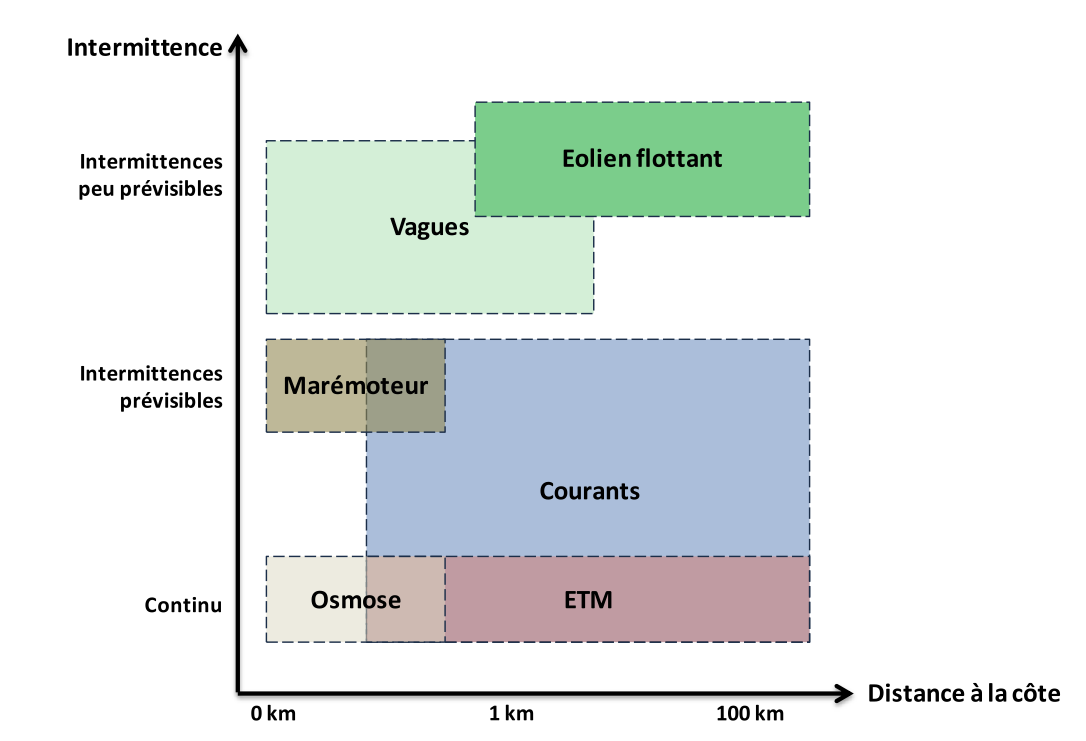
Cartographie des types d'énergies marines selon leur intermittence et leur distance à la côte - ENEA Consulting.

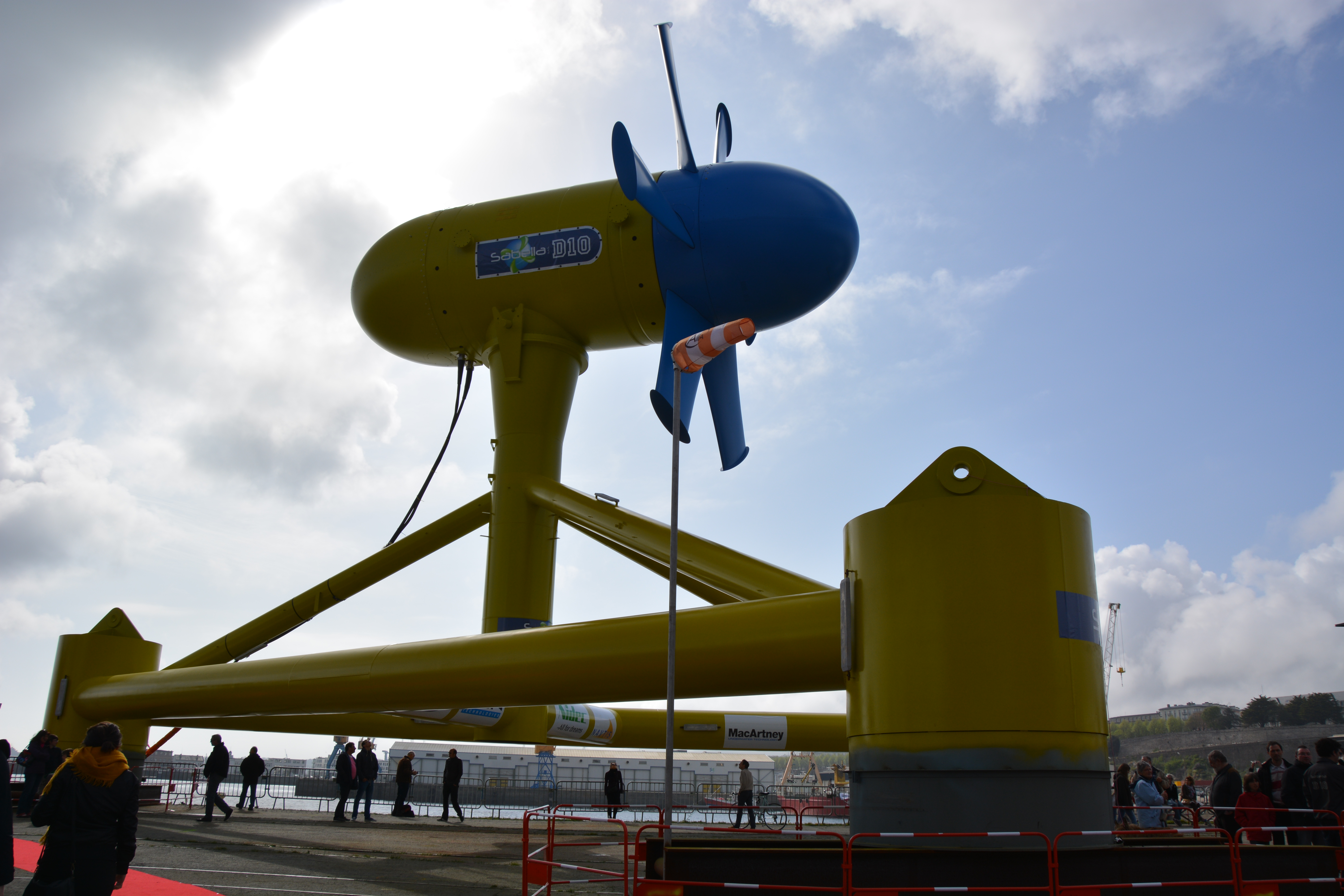
Hydrolienne (Sabella, ici à Brest en 2015.

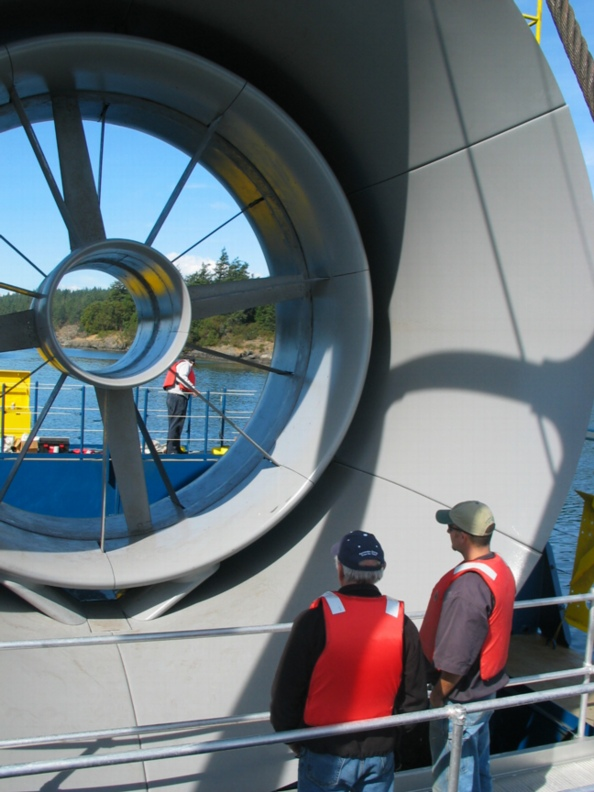
Turbine de récupération de l'énergie du courant (septembre 2006).

Exemple de mécanisme de récupération de l'énergie du courant, autostable, dit à hydrofoils oscillants.

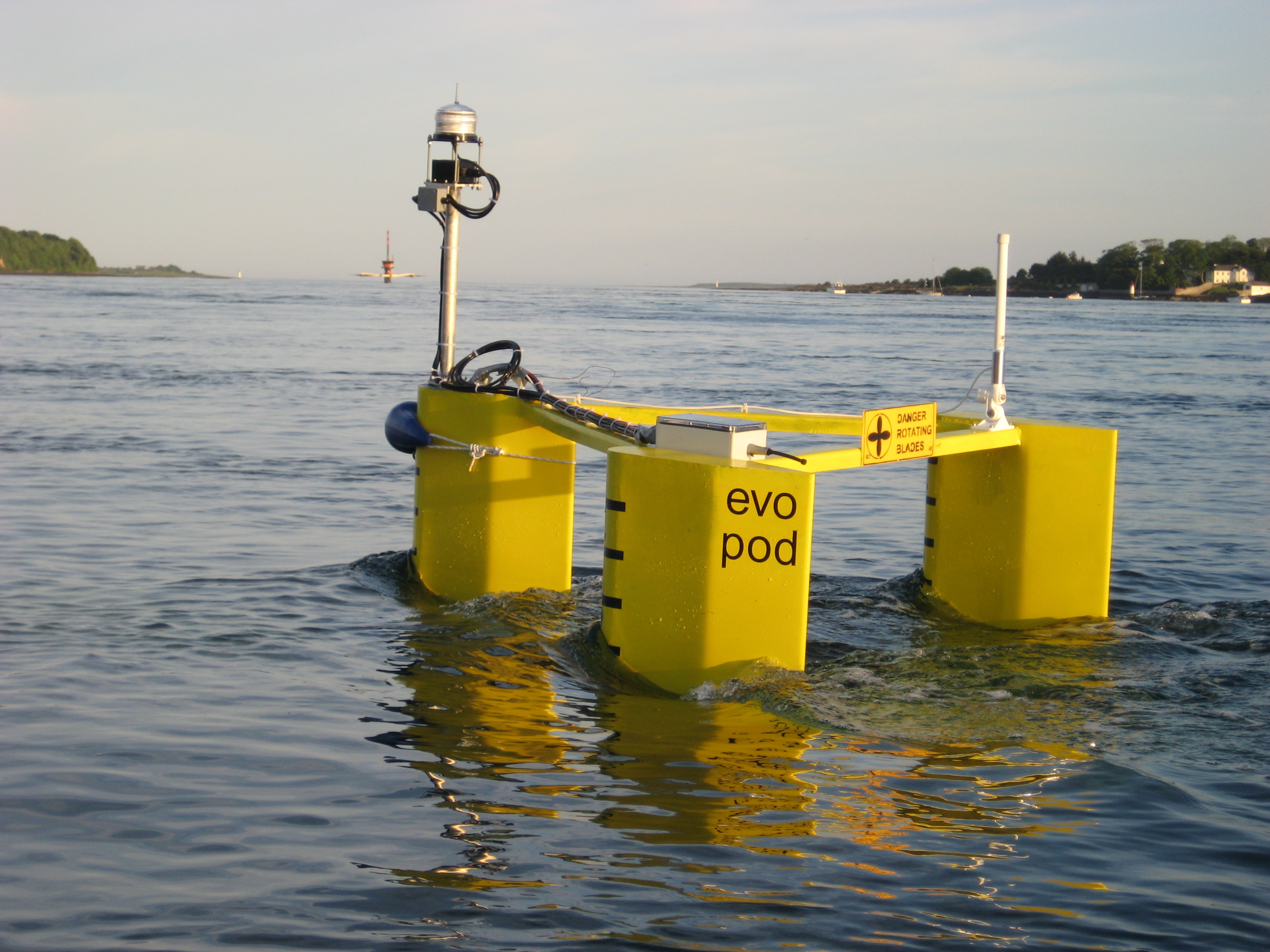
Evopod (turbine de subsurface), 2008.

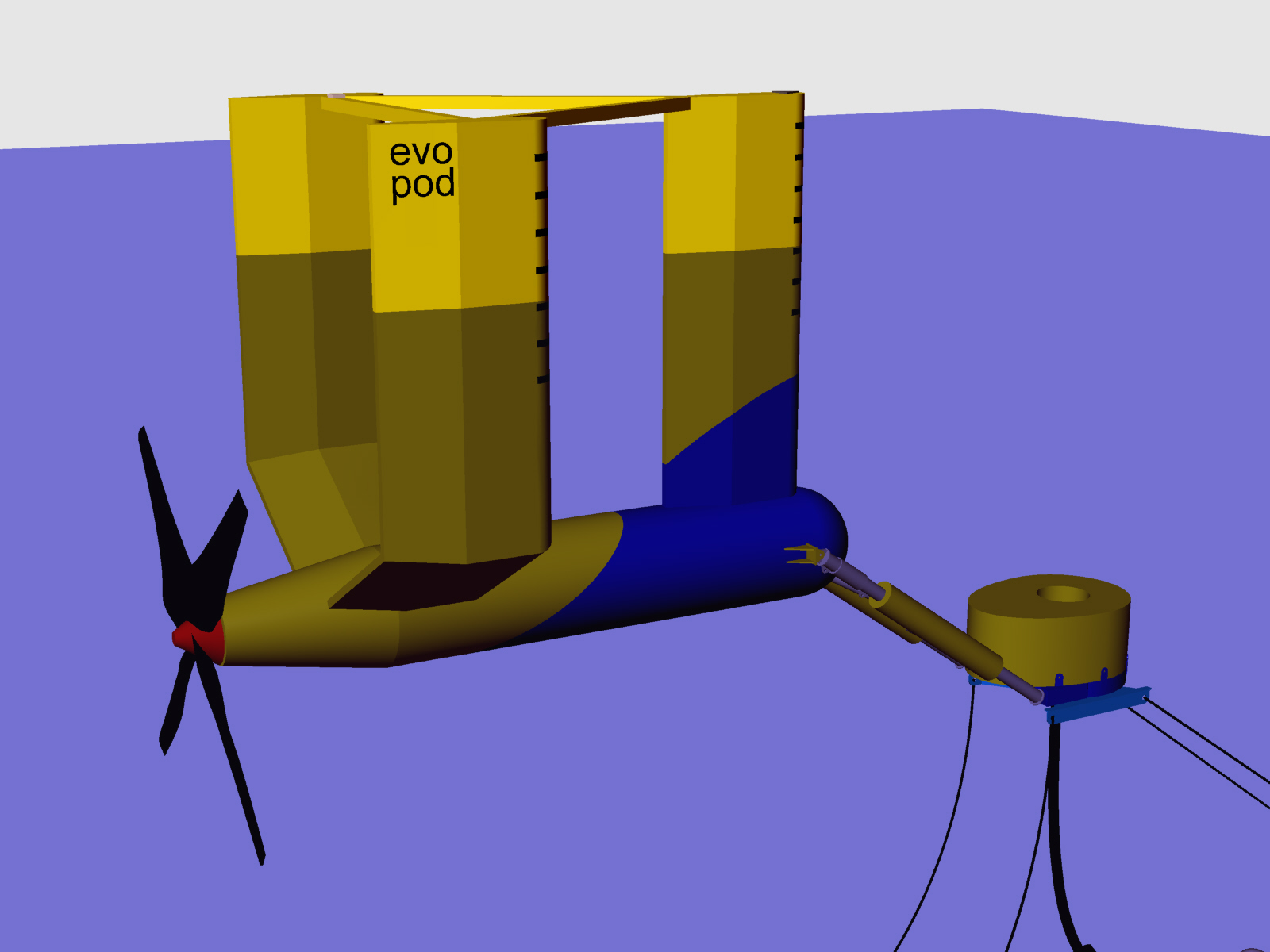
Evopod, schéma.

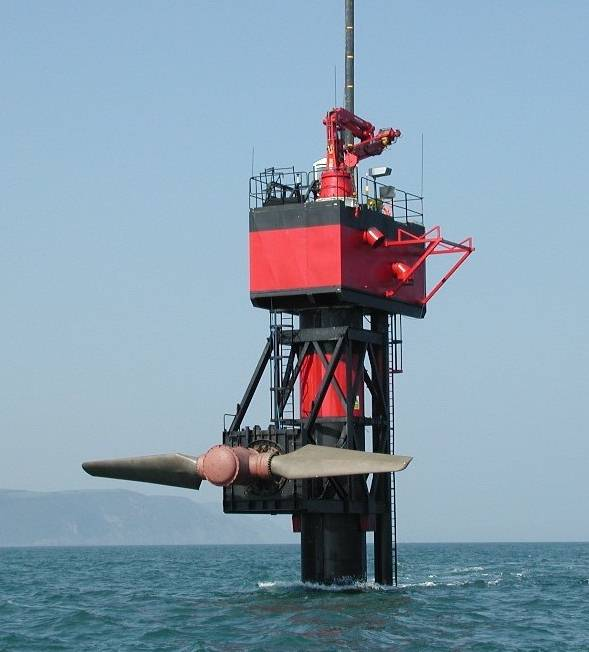
Turbine immergeable bipale (16 juin 2003).

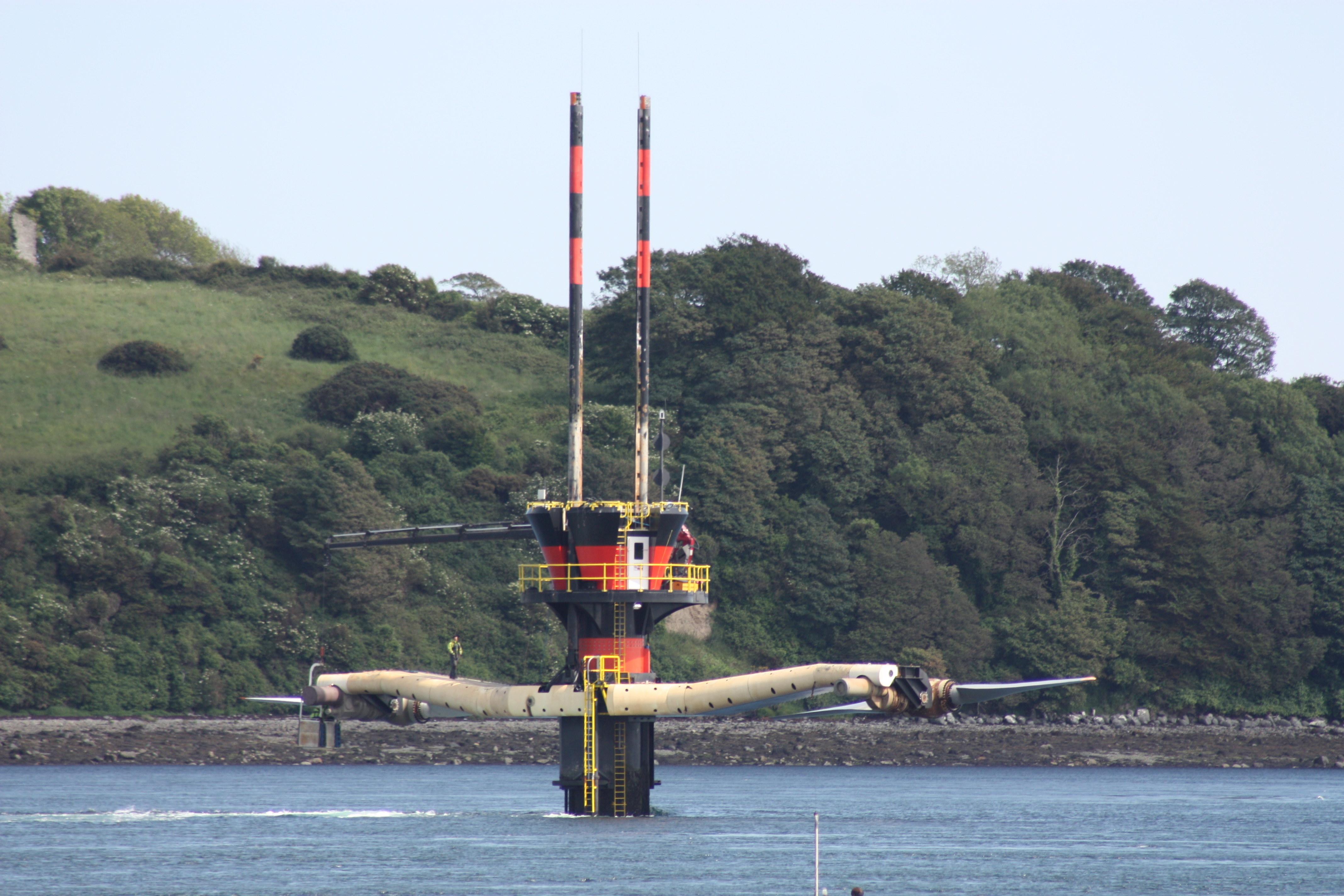
Turbine immergeable à 2 hélices bipales (juin 2011).

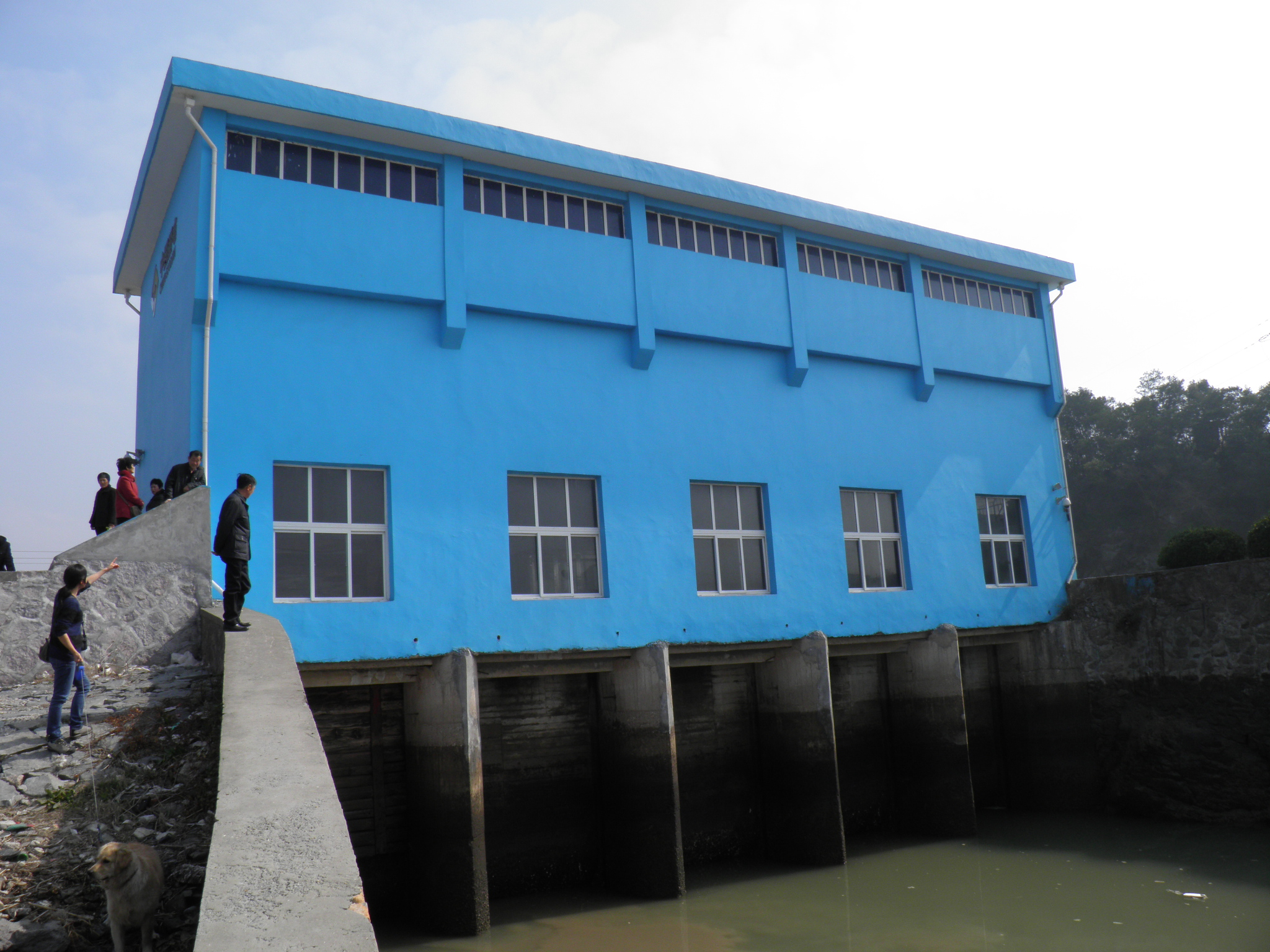
Petite usine marémotrice (Chine).

## Potentiel énergetique
Les mers et océans représentent 71 % de la surface du globe. Ils pourraient en théorie fournir 30 000 GTep à partir du seul rayonnement solaire sur leur surface, 40 GTep par la force du vent en mer, dont une partie se transforme en houle et vagues, et 2 GTep par la force des courants de marées dus principalement à l'attraction lunaire. Il faut ajouter à cela l'énergie potentielle liée aux différences de température selon la profondeur et celle des gradients de salinité dans les estuaires. À titre de comparaison, pour 2050, les besoins de l'humanité sont estimés à 16,5 GTep. C'est l'une des ressources importantes de la transition énergétique. 
Pendant longtemps les énergies des mers ont été les oubliées des budgets de R&D : en France, elles représentaient 0,1 % sur les 8 % du budget consacrés aux énergies renouvelables (période 1987 – 2001). Selon Manicore en 2008, le potentiel de ces énergies souffre de contraintes de localisation et (pour l'éolien offshore) d'un caractère diffus et intermittent. Dans les années 2010, des éoliennes flottantes apparaissent et des moyens nouveaux de récupérer l'énergie de la houle sont envisagés ou testés. De nouveaux moyens de stocker l'électricité et les smart grids (ex : GreenLys en France) permettent aussi d'augmenter la capacité des réseaux électriques à intégrer des énergies intermittentes.

## Typologies
Les énergies marines incluent :
- l'énergie marémotrice, due aux mouvements de flux et de reflux des marées
- l'énergie hydrolienne, exploitant les courants marins
- l'énergie houlomotrice, produite par le mouvement des vagues
- l'énergie thermique des mers, exploitant les gradients de température entre les eaux de surface et les eaux profondes
- l'énergie osmotique, basée sur les différences de salinité des eaux douces et salées
- l'éolien off-shore, éolien situé en mer sur des plateformes ancrées ou flottantes.
- l'énergie de la biomasse marine
- l'énergie électrique de la pression des profondeurs marines
- une variante sous-marine du cerf-volant supportant une turbine (c'est ici le courant marin qui maintient le cerf-volant fixé par un câble au fond et qui exécute une trajectoire permanente en forme de huit[7],[8].

Ne sont pas intégrés dans cette nomenclature :
- la biomasse-énergie d'origine marine (qui nécessite un processus intermédiaire de séchage, fermentation/méthanisation, combustion, etc.)
- l'énergie solaire captée au-dessus de la mer (dopée par la réverbération de l'eau)
- les hydrocarbures extraits sous les fonds marins, car ne constituant pas une source d'énergie renouvelable
- L'éolien terrestre.

## Dans le monde
(mai 2013).
De nombreuses expériences ou projets sont en cours, dont certains comme celui au Japon (projet de centrale offshore  de 13 milliards de yens, soit 121 M€, qui devait être achevé en 2012) visent à tester plusieurs formes d'énergie marine (énergie marémotrice, houlomotrice et exploitant le différentiel de température entre surface et profondeur).

### Europe
En Europe, l'UE dispose d'une importante façade maritime, de compétences ad hoc et d'un potentiel élevé en énergies renouvelables, dont "marined". La Commission européenne a prévu dans son « plan climat » (23 janvier 2008) pour l'UE-27 un objectif global de 20 % d’énergies renouvelables dans la consommation d’énergie finale d’ici à 2020, tous usages confondus, électricité, chaleur et  carburants. 

Le Conseil européen (11 et 12 décembre 2008) a validé le paquet énergie/changement climatique. 
Ce cadre semble propice à la R&D en matière d'énergies marines, via notamment un centre Européen pour les Énergies Marines

#### France
La France dispose d'une importante façade maritime et de vastes territoires ultramarins (plus de 10 millions de kilomètres carrés), où existent des potentiels énergétiques parmi les plus importants au monde en termes de ressources d'énergie marine. Selon EDF (2008), ce potentiel pourrait être mis à contribution pour diminuer l'empreinte carbone de la France et respecter l'engagement français d'atteindre 23 % d’énergies renouvelables dans la consommation d’énergie finale avant 2020. Le rapport du COMOP (Comité Opérationnel) « Énergies renouvelables » du « Grenelle de l’environnement », rappelle qu'atteindre ces 20 % implique d'augmenter de 20 millions de Tep la part des renouvelables dans la consommation d’énergie finale, avant 2020. Pour 2050, la loi POPE impose une réduction des émissions de gaz à effet de serre (GES) d'au moins un facteur 4, ce qui impliquera une part bien plus importante des énergies renouvelables (dont électrogènes). Ce développement doit être soutenable et donc contribuer à une exploitation raisonnée et raisonnable des océans, dans le cadre d'une gestion intégrée du littoral et en accord avec les futures aires marines protégées et leurs plans de gestion (ex : sites « Natura 2000 en mer », 29 ZPS (zones de protection spéciale et de nombreux sites d’importance communautaire).
- Dans les années 2000, le monde industriel et divers acteurs économiques[13] s'intéressent au domaine[14].
- En 2008 en France, l'Agence de l'environnement et de la maîtrise de l'énergie souhaite développer le mix électrique français[15] et propose un outil d'aide à la décision pour aider les préfets à juger les demandes d'autorisation d’implantation des projets utilisant les énergies marines (incluant l'éolien offshore).

Des cartes détaillées ont été faites à partir de données telles que la ressource en énergie, mais aussi la présence d’écueils, d’amers, de balisages ; de contraintes réglementaires liées par exemple aux zones protégées ; des usages (baignade, pêche, plaisance, transport) ; de la bathymétrie, des câbles électriques de raccordement au littoral. Chaque site dispose, pour divers types d'énergie d'indices de faisabilité et de potentiel, compris entre 0 et 1. Des cartes de synthèse sont publiées sur CD-Rom à destination des préfets (qui sont libres de les diffuser) ; Des études sur l'énergie de la houle sont soutenues avec notamment le projet SEAREV (français). Une plateforme d'essais est installée en mer (au large des Pays de la Loire) pour tester des systèmes de production d'électricité à partir des vagues. L'Académie de marine accueille une conférence de B Gindroz, Les Océans : sources d’énergie .
- En France, la première hydrolienne sous-marine a été immergée par Sabella à l'embouchure de l'Odet en 2008. Il s'agissait d'un prototype de 10 kW dont la turbine faisait 3 m de diamètre[18].
- Selon Ifremer et certains prospectivistes, les EMR sont une piste d'avenir et un défi à relever pour 2030[19]
- en 2011, à la suite du Grenelle de la mer, un appel à manifestation d'intérêt pour les énergies marines est lancé avec l'aide du Fonds démonstrateur de recherche. Une « feuille de route EMR » est construite avec un groupe d'experts fournis par l'industrie, la recherche publique, un pôle de compétitivité (Pôle Mer Bretagne) et l'ADEME[20]. est en préparation (mai 2011) par le « Conseil d'orientation pour la recherche et l'innovation navales » (CORICAN)[21] ;
- en 2012, le conseil régional de Bretagne, avec le soutien du CESR[22] accorde 19 millions d'euros au développement des énergies marines[23] ;
- début 2013, un premier site d'essai hydrolien estuarien (SEENEOH[24]) sera installé en un point proche du Pont de Pierre en plein cœur de la ville de Bordeaux. Il permettra aux développeurs de technologies hydroliennes d'y tester la résistance, la performance et l'impact de cette technologie sur l'environnement.

Ce projet est intégré à l'institut d'excellence des énergies marines « France Énergie Marine » créé au lendemain du Grenelle de la mer, et labellisé par l'État ;
- Fin 2012, le mégawatt-heure-EMR est estimé[26] à 165 € environ, mais pourrait dans le futur tomber à 100 € avec l'amélioration de l'efficience, des savoir-faire et les économies d'échelle.
- 21 janvier 2013 : Jean-Marc Ayrault (Premier ministre) fait part d'un projet de programme de recherche sur les hydroliennes, et d’un projet de 3e appel d'offres EMR/éolien[21] ;
- Les professionnels de la mer (GICAN) plaident pour deux scénarios pour lesquels ils ont estimé le nombre d’emplois qu’ils pourraient générer :

1. 6 GW d'EMR en 2020 avec 37 000 emplois, dont 10 000 directs[27] qui pourraient être créés selon une étude d’Indicta présentée le 17 janvier 2013 par le Groupement des industriels des constructions et des activités navales (Gican)[21].
2. 15 GW (scénario médian) à 20 GW (scénario volontariste) d'ici 2030, si le soutien public se concrétise et se poursuit, avec alors 55 000 à 83 000 emplois directs et indirects. Dans ce cas l'éolien posé serait stabilisé à 6 GW, l'hydrolien fournirait 3 GW et l'énergie houlomotrice associée à l'énergie thermique des mers produirait 2 GW, complétés par de l'éolien flottant pour 4 GW dans le scénario médian et 9 GW pour la variante « volontariste »[21] ;
  - Les entreprises qui en bénéficieraient sont dans le secteur maritime pour 70 %, avec 30 % dans l’industrie, suivi par le transport, les services maritimes et l'océanographie (19 %), l'exploitation pétrolière et gazière offshore (13 %) et des activités spécifiques aux EMR (8 %)[21]. 
- 400  entreprises seraient déjà positionnées ou envisagent de gagner ce secteur.
  - 43 % des parts du secteur EMR concernerait l’éolien, devant l’hydrolien (19 %), l'éolien flottant (18 %), l'énergie houlomotrice (16 %) et l'énergie thermique des mers (4 %).
  - Selon le Gican les 6 GW attendus pour 2020 pour l’éolien en mer seront difficile à atteindre sans un nouvel appel d'offres hydrolien à ajouter aux deux appels d'offres éolien offshore. Des hydroliennes pourraient être posées au large du Raz Blanchard (Basse-Normandie) pour une puissance totale "de quelques centaines de mégawatts (MW)"[21].
  - Pour l'éolien flottant, le Gican espère un second appel à manifestation d'intérêt (AMI) de l'Ademe[21].
  - En termes de francisation des technologies, la France maitrise, selon le GICAN, le solaire et l'éolien sur terre ou posé en mer et pourrait selon Patrick Boissier (PDG du groupe public DCNS) se rattraper sur l'hydrolien, marché de niche qui pourrait faire vivre les chantiers navals français (selon le Directeur général de STX France, 50 hydroliennes/an équivaudrait à la somme des contrats de construction de navires actuels du pays[21].

- Différents projets sont en cours en France : Sabella a immergé son hydrolienne Sabella D10 de 1 MW dans le Passage du Fromveur en juin 2015, en faisant la première hydrolienne raccordée au réseau en France[28] ; DCNS a racheté fin 2012 le développeur de turbines irlandais Open Hydro et doit installer un prototype sur le site d'essais « France Énergies Marines » à Paimpol-Bréhat[29] ; Alstom a racheté le développeur de turbines britannique TGL début 2013[30].
- En 2016, partant du principe que la structure marine la plus maîtrisée est le navire, un projet collaboratif de prototype « MLiner » pourrait être mis en construction d'ici 2020 par Geps Techno[31], start-up française, projet de production multi-énergie (éolien, solaire, hydrolien et houlomoteur), le tout sur une unique plateforme maritime flottante compacte et nomade (270 m de long, 90 m de large, soit plus grande qu'un porte-avion)[32]. Les énergies complémentaires et un système hybride de stockage embarqué permettront de lisser la production et de mutualiser les coûts d'infrastructure (avec notamment un seul câble et un seul support, mobile) pour une production attendue de 50 à 60 MW. Ce projet s'appuiera sur les résultats du projet PH4S qui a été mis à l'eau en juillet 2015[33].

En avril 2013, un rapport fait le point sur les potentiels industriels, environnementaux et juridiques des énergies marines et un nouvel AMI (appel à manifestations d'intérêt) consacré aux énergies marines renouvelables est lancé le 14 mai 2013 par l'ADEME, dont le but est de développer des "briques technologiques" de systèmes d'énergies marines. Un autre AMI visant à la création de fermes pilotes hydroliennes dans le raz Blanchard, le raz de Barfleur et le passage du Fromveur était attendu à l'été 2013.
Le Conseil national de l'industrie (CNI), en lien avec le Comité stratégique des filières éco-industries (Cosei) a proposé au Premier ministre 31 mesures de relance économique (dans le cadre du Pacte national). Huit sont en faveur des énergies renouvelables dont l'une est une demande de simplification procédurale des autorisations d'installation concernant les énergies marines, incluant la possibilité de "faire passer des canalisations privées dans les espaces remarquables pour les projets d'énergies renouvelables marines", propositions appréciées par le SER qui les estime nécessaires pour atteindre l'objectif 2020 de 6 GW d'éoliennes offshore françaises, voire pour devenir leader en énergies marines (la France est le 2e gisement naturel hydrolien européen). Ceci suscite l'hostilité des pêcheurs et riverains.
Un site d'essai en mer : dit « SEM-REV », de 1 km2, situé sur le « banc de Guérande - balisée et référencée pour éviter la navigation en son sein »), il a été inauguré par le CNRS et Centrale Nantes en août 2015, au large du Le Croisic (Loire-Atlantique). Il est instrumenté (bouées météorologiques, « profileurs de courant acoustiques » houlographes directionnels...) et raccordé au réseau électrique (8 MW de capacité) pour mieux étudier et comparer les prototypes et démonstrateurs à tester in situ. Avant son entrée en fonction 39 projets étaient sur liste d'attente dont CETO (Carnegie Wave Energy) ou Floatgen (Ideol), trois d'entre eux pouvant être accueillis simultanément par le réseau électrique. Le contrôle distant à terre (filaires et radio-HF) Il est basé au Croisic, dans le parc de Penn-Avel où les scientifiques et techniciens pourront étudier le comportement de chaque unité testée, avec aussi une connexion temps-réel avec l'école centrale de Nantes. Le projet approche les 20 M€, devant être apportés par le contrat de projets État-Région 2007-2013 et l'Europe (FEDER).
Début 2017 DCNS annonce créer une filiale "DCNS Énergies" dédiée à trois technologies : énergie hydrolienne, énergie thermique des mers et flotteurs pour l'éolien marin.
Formation continue : un module certifiant dédié aux EMR a été créé par « Centrale Nantes » et l'Université de Nantes en 2016-2017 ; les 4 premiers détenteurs du certificat « Référent Énergies Marines Renouvelables – EMR » en sont sortis le 17 mai 2017, après avoir bénéficié de 9 modules de cours (17 jours/143 h) relatifs aux enjeux du secteur, de l'ingénierie des projets à l'exploitation des machines, en passant par la législation sur l'espace marin et l’énergie, l’intégration des principes de GIZC (Gestion intégrée des zones côtières), des méthodes d'essais, le dialogue avec les bureaux d'études et les bases d'une structure certifiée (fixe ou flottante), la chaîne de conversion d'énergie du convertisseur primaire au réseau,.
La filière affirme avoir permis la création de 4 800 emplois en 2020. Les investissements dans le secteur ont atteint 1,5 milliard d'euros en 2020.

## Ecobilans
Les écobilans doivent être fait pour chaque type de moyen de conversion de l'énergie marine en électricité (ou hydrogène...). De plus les impacts environnementaux varient selon le lieu d'implantation et seront plus ou moins bien compensés par les bénéfices liés au caractère "propre" et "renouvelable" de ces énergies. 
Les technologies d'évaluation et de surveillance environnementale du milieu marin s'améliorent et de tels bilans commencent à être publiés,,. De plus certains des effets possibles pourrait n'apparaître qu'à moyen ou long terme et ces installations sont généralement jeunes, et les impacts des énergies marines sur les écosystèmes marins pourraient augmenter avec le développement du nombre des installations. 
Selon une étude (2016) basée sur les premières analyses de cycle de vie disponibles, et qui serait la première à comparer divers dispositif utilisant les vagues, les courants et les marées, ces 3 sources d'énergie seraient respectivement potentiellement huit, 20 et 115 moindres que ceux utilisant le charbon, en moyenne et pour cinq catégories d'impact considérées. Les auteurs concluent cependant que si le bilan carbone des énergies marines est excellent, pour être qualifiée de « technologies vertes », leurs effets à moyen et long termes sur les écosystèmes marins et les espèces marines doivent être mieux étudiés car encore mal cernés et mal compris.
Si l'on ne tient pas compte des effets sur la biodiversité (faute de pouvoir bien les mesurer à ce jour), mais en tenant compte des effets sur le changement climatique, la pollution particulaire, la toxicité pour l'homme, l'écotoxicité marine et du risque d'épuisement de métaux, notamment rares et précieux, alors les 3 grands types analysés d'énergies marines avaient en moyenne des impacts de 1,4 à 1,8 fois plus élevé que ceux estimés pour une centrale éolienne offshore de puissance identique, mais 13 à 21 fois plus faible que pour une centrale à charbon (sauf pour la catégorie "épuisement des métaux" pour laquelle les dispositifs utilisant le courants de marée avaient environ 10 fois plus d'impact). 
En termes d'émissions particulaires et d'effets sur le climat, les centrales utilisant la houle, le courant auraient des performances comparables à celle des centrales éoliennes ou solaires, l'usine marémotrice étant encore plus performante (comparable à l'hydroélectricité).
En termes d'utilisation/émission de produits toxiques ou écotoxiques, le bilan est moins clairement en faveur des énergies marines et marémotrice mais tout en surpassant de loin la production d'électricité à partir de la houille.
Les comparaisons avec l'électricité produite via le gaz naturel varient plus, notamment concernant l'épuisement des métaux et de l'écotoxicité humaine et marine, mais les énergies marines auraient jusqu'à 38 fois moins d'impacts en termes de pollution particulaire et de contribution au changement climatique.
Leur performance environnementale globale est bonne, mais il reste quelques incertitudes concernant leurs effets écosystémiques ; La perturbation éventuellement induite pour les mammifères et oiseaux par ces installations, surtout si elles deviennent nombreuses est encore mal connue. D'éventuels effets du bruit sous-marin ou des champs électromagnétiques sur la faune et les écosystèmes marins pourraient exister et n'ont pas été très étudiés. Et - même si ceci pourrait changer à l'avenir - un point faible des énergies marines (telles qu'actuellement développées) est que leurs technologies nécessitent 11 fois plus de métal que la production à base de charbon, et 17 fois plus que pour une centrale à gaz classique. Cette dépendance à des ressources en métaux existe aussi avec les énergies éolienne et solaire. Mais pour les cinq catégories d'impact, les impacts environnementaux d’une usine marémotrice seraient un tout petit peu plus élevés (en moyenne 1,1 fois plus) que ceux des centrales hydroélectriques. Et un peu plus que l’éolien offshore (1,5 fois plus). Les systèmes utilisant l’énergie de la houle sont moins bien placés (trois fois plus d'impacts que l'éolien offshore), mais dans tous les cas l’écobilan des énergies marines est bien meilleur que celui du charbon ; huit fois meilleur pour l’énergie des vagues), 20 fois pour le courant et 115 fois pour une usine marémotrice.
Certaines structures immergées ont un effet récif artificiel, qui peut favoriser certaines espèces. On a montré par ailleurs que les dispositifs à longues durées de vie et peu exigeant en entretien matériel ont aussi un impact environnemental moindre, un élément à prendre en compte pour l'écoconception des matériels du futur.